# Carlos Alfredo Rodríguez
Carlos Alfredo Rodríguez (6 de marzo de 1947) es un académico y economista argentino. Se desempeñó como secretario de Política Económica durante el gobierno de Carlos Menem.

## Biografía

### Formación
Rodríguez se graduó como Licenciado en Economía en la Universidad de Buenos Aires en 1969, y obtuvo su doctorado en economía en la Universidad de Chicago en 1973. Su posición ideológica es liberal.
En 1969 crea junto a otros referentes la Comisión de Estudios Económicos y Sociales (CEES), una fundación dedicada a la investigación de los problemas económicos de Argentina y Latinoamérica
La fundación lleva adelante sus tareas de investigación a través del Instituto de Estudios Económicos sobre la Realidad Argentina y Latinoamericana.

Carlos Alfredo Rodríguez es autor de más de 60 trabajos, la mayoría en revistas especializadas del exterior. Entre sus publicaciones se destacan: Inflación y estabilidad: El tipo de cambio como instrumento de estabilización; Public sector deficits and macroeconomic performance; Convertibilidad, fundamentación y funcionamiento; Argentina en transición: la recesión 1998-2000

### Docencia
Entre 1973 y 1978 fue docente en la Universidad de Columbia en Nueva York.  En 1979 regresó a Argentina y se unió al CEMA (Centro de Estudios Macroeconómicos de Argentina).
Ha sido Profesor Visitante en la Universidad de Chicago, en la Universidad de Princeton y en la Universidad de Montevideo, Trabajó en la Agencia de los Estados Unidos para el Desarrollo Internacional, y en el Fondo Monetario Internacional. Ha participado como Consultor Internacional en misiones en casi todos los países de América Latina como también en Polonia, Checoslovaquia, la ex Unión Soviética y Rumania. 
En 1987 fue designado miembro de la Academia Nacional de Ciencias Económicas.
En 1994 fue el Rector fundador de la Universidad del CEMA, cargo que sigue ocupando. En esta universidad también es director del Doctorado en Economía y profesor de Economía Monetaria Internacional. Anteriormente fue director del Centro de Economía Aplicada en Ucema (1998-2014).

### Funcionario público
En 1996, tras la incorporación de varios economistas fundadores del CEMA a posiciones gubernamentales —incluyendo a Roque Fernández como ministro de Economía y a Pedro Pou como presidente del Banco Central—, Rodríguez asumió el cargo de Jefe del Gabinete de Asesores del Ministro de Economía. En junio de 1997, tras la renuncia de Eugenio Isaac Pendás al puesto de secretario de Programación Económica, y a pedido de Roque Fernández, ocupa el puesto y decide cambiarle el nombre a Secretaría de Política Económica. En este nuevo puesto, se encargó de iniciar la privatización de empresas como el Banco Hipotecario e YPFMolesto por la negativa a su proyecto de privatización del Banco de la Nación Argentina y de la generalización del Impuesto al valor agregado (IVA) a los medios periodísticos, terminó renunciando en 1998.

### Campaña de Javier Milei
En mayo de 2023, Carlos Rodríguez aceptó la oferta de ocupar la jefatura del Consejo de Asesores Económicos en caso de un eventual gobierno de Milei.A pesar de esto, tras la asunción de Milei, no ocupó ningún cargo y se distanció del presidente.

## Publicaciones
Ha publicado más de 60 artículos científicos en revistas académicas internacionales con revisión por pares. Entre ellas, Econometrica, American Economic Review, el Journal of Political Economy, Journal of Money, Credit and Banking y Journal of International Economics, entre otros.
Ha publicado el libro "Inflación y estabilidad: el tipo de cambio como instrumento de estabilización : ensayos sobre la experiencia argentina reciente" (1982) en coautoría con Roque Fernández.
Sus principales campos de investigación son Macroeconomía y Economía Internacional.

## Distinciones y membresías
- Editor Fundador del Journal of Applied Economics (1998-2008)[17]
- Diploma al Mérito Konex - Humanidades (1996)[18]
- Guggenheim Fellow (1983-84)[19]